# فومييوكي بيبو
فومييوكي بيبو (باليابانية: 別府史之) مواليد 10 أبريل 1983 في كاناغاوا، اليابان، هو دراج ياباني في صنف سباق الدراجات على الطريق. شارك في دورة الألعاب الأولمبية الصيفية.

## سباقات أو مراحل فاز بها
| التاريخ        | السباق                                                   | المركز                  |
| -------------- | -------------------------------------------------------- | ----------------------- |
| 01 يناير 2001  | 2001 Asian Road Cycling Championships Men U19 RR         |                         |
| 17 أبريل 2008  | 2008 Asian Road Cycling Championships Men RR             |                         |
| 28 أغسطس 2011  | جي بي واست-فرنسا 2011                                    | الثامن في التصنيف العام |
| 18 سبتمبر 2011 | جراند بريكس دي إسبيرجوس 2011                             | السادس في التصنيف العام |
| 27 يونيو 2014  | 2014 Japan National Road Cycling Championships - Men ITT |                         |
| 24 يناير 2016  | 2016 Asian Road Cycling Championships Men RR             |                         |
| 12 فبراير 2018 | 2018 Asian Road Cycling Championships Men RR             |                         |

## وصلات خارجية
- الموقع الرسمي

## روابط خارجية
- فومييوكي بيبو على موقع الاتحاد الدولي للدراجات (الإنجليزية)
- فومييوكي بيبو على موقع أرشيف الدراجات (الإنجليزية)
- فومييوكي بيبو على موقع إحصائيات الدراجات الإحترافية (الإنجليزية)
- فومييوكي بيبو على موقع نسبة الدراجات (الإنجليزية)
- فومييوكي بيبو على موقع CycleBase (الإنجليزية)
- فومييوكي بيبو على موقع أوليمبيديا (الإنجليزية)